# Mensonge
« Mensonges » redirige ici. Pour les autres articles homonymes (y compris au pluriel), voir Mensonge (homonymie).
 (novembre 2021).
Si vous disposez d'ouvrages ou d'articles de référence ou si vous connaissez des sites web de qualité traitant du thème abordé ici, merci de compléter l'article en donnant les références utiles à sa vérifiabilité et en les liant à la section « Notes et références ».
 (novembre 2021).
- Si vous ne connaissez pas le sujet, laissez ce bandeau (vous pouvez alors contacter les auteurs).
- Si vous supprimez le contenu mis en cause (vous pouvez préalablement contacter les auteurs),

argumentez précisément cette suppression dans la page de discussion
(un manque de référence n'est pas un argument ; une recherche réelle de référence doit avoir été effectuée, être formellement documentée).

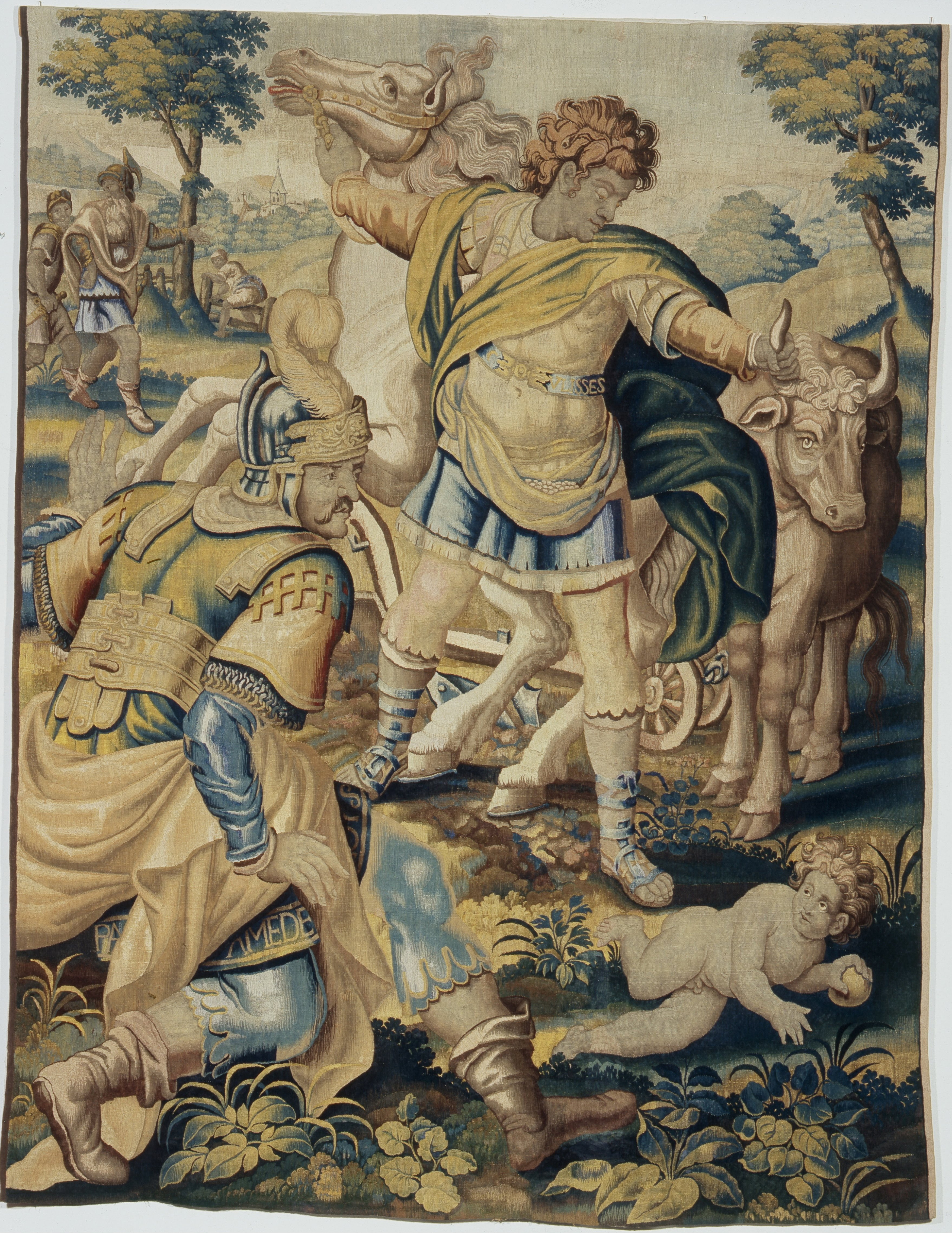
Ulysse simulant la folie, tapisserie du XVIIe siècle.

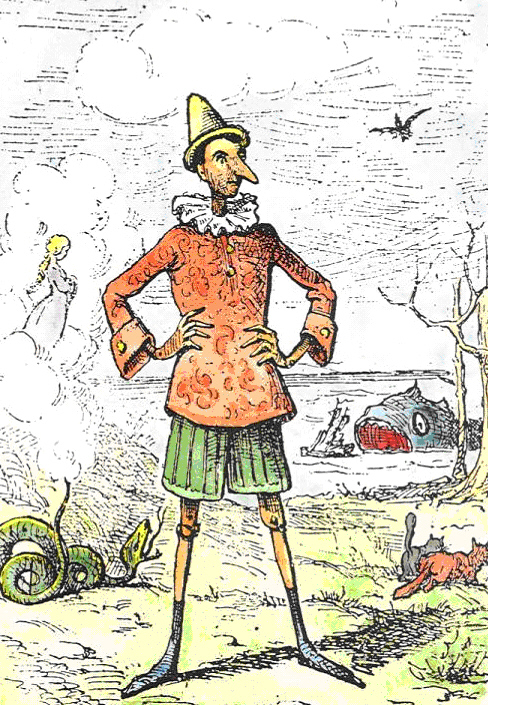
Pinocchio, autre personnification du mensonge.

Le mensonge (ou menterie au Québec,,,) est l'énoncé délibéré d'un fait que son annonceur sait contraire à la vérité, ou encore la dissimulation de la vérité ; dans ce dernier cas on parle plutôt de « mensonge par omission ». Il ne faut pas le confondre avec la contrevérité, qui est une affirmation inexacte sans que son auteur le sache obligatoirement. Le mensonge est une forme de manipulation qui vise à faire accroire à autrui ce qu'il n'aurait pas cru s'il avait su la vérité. En général, le mensonge s'oppose à la véracité (le fait de dire le vrai), à la sincérité ou à la franchise.  
Plus précisément, mentir consiste à déguiser sa pensée dans l'intention de tromper. Cette intentionnalité distingue le mensonge d'autres usages faux de la parole qui relèvent du divertissement de la rhétorique. À ce titre, il est considéré comme une faute morale par la tradition philosophique et religieuse, même si plusieurs formes de mensonge sont légitimées par quelques philosophes – comme Benjamin Constant, dans son débat avec Emmanuel Kant sur le « droit de mentir ». Certains mensonges sont punis par la loi, comme l'usage de faux, le non-respect des contrats dans le commerce, ou la fausse déclaration en justice.

## Généralités
L'opposition « mensonge » et « vérité » est courante. Néanmoins, le mensonge relève d'un acte moral (la bonne ou la mauvaise foi), alors que la vérité relève du fait (le vrai et le faux). Le contraire du mensonge serait donc la sincérité et celui de la vérité l'erreur. Il est d'ailleurs possible de mentir et de dire involontairement la vérité. 
Le dicton « toute vérité n'est pas bonne à dire » renvoie aussi à l'idée que, peut-être, « toute vérité n'est pas bonne à entendre » et entraîne ainsi un « bon » mensonge, au moins par omission[réf. nécessaire]. 
Morale et religion distinguent traditionnellement trois sortes de mensonges :
- Le mensonge joyeux, énoncé pour plaisanter ou se moquer quelque peu. Il est distingué toutefois lui-même de la simple plaisanterie de circonstance où les deux parties sont de connivence sans ambiguïté sur le fait que l'information mentionnée est fictive : morale comme religion cessent dès lors d'être concernées.

- Le mensonge officieux, que l’on énonce pour rendre service à autrui ou à soi-même. Ce mensonge est alors considéré comme plus ou moins grave, selon ce dont il s’agit et en fonction des circonstances qui l’accompagnent. « Quand le mensonge officieux ne contient aucun élément nuisible, le sage ne le blâme pas chez autrui ; mais il l'évite pour lui-même »[6].

- Le mensonge pernicieux, qui a non seulement l'effet, mais le but de nuire à autrui. Ce mensonge parfois nommé par la littérature mensonge malicieux, est naturellement considéré tant par la morale que par la religion comme le plus grave des trois. Ce point est commun aux cultures occidentale et chinoise.

## Causes, motivations et contextes
Des chercheurs tentent de mieux comprendre la motivation de certains mensonges en particulier de ceux que l'on jugerait paradoxalement moins immoraux en raison du contexte social. Une étude récente conclut que dans un contexte où des gens en position de pouvoir (hiérarchie, fonctionnaires, élus, forces de l'ordre…) mentent manifestement (dans un contexte de corruption institutionnelle élevée typiquement), d'autres individus se sentent également plus libres de mentir.
Diverses études avaient déjà montré que le tabou relatif du mensonge (et d'autres règles de vie en société) sont plus facilement brisés dans un contexte où d'autres personnes sont également susceptibles de le faire (un peu de la même manière que le fait d'être entouré de graffitis et de déchets au sol rend plus susceptible d'abandonner ses déchets dans l'environnement). Ainsi en France, 5 % des CV seraient faux ou fortement mensongers, et 1/3 des candidats tendent à « gonfler » leur CV. Les auteurs de ces mensonges se justifient souvent en arguant que tout le monde le fait, au risque de perdre la confiance d'un employeur qui vérifiera leur CV. Pour évaluer dans quelle mesure un contexte de corruption ou de fraude politique peut lui-même affaiblir les normes sociales et renforcer le mensonge, la fraude et l'évasion fiscale, une étude a utilisé les statistiques sur 3 thèmes (corruption, évasion fiscale et fraude électorale) répertoriés par la Banque mondiale et Freedom House (une ONG qui observe la qualité de la démocratie et de la liberté politique, pour 159 pays). Ces taux ont été combinés en un indice évaluant l'institutionnalisation du contournement des règles. Puis durant près de 5 ans, les auteurs ont parcouru 23 pays pour y évaluer par un test simple le niveau d'honnêteté individuel de collégiens (ces derniers, volontaires, lancent un dé et disent le chiffre tiré ; plus ce nombre est élevé, plus ils recevront d'argent ; le test se déroule dans des conditions où le collégien sait que l'expérimentateur ne peut pas voir ni vérifier les résultats. Pour un grand nombre de dés jetés, une simple analyse statistique montre ensuite le niveau de tricherie des participants. Les résultats (publiés dans la revue Nature en 2016) montrent que le taux de tricheurs est corrélé au degré d’institutionnalisation de la fraude et de la corruption dans le pays (parmi les 23 pays testés, la Géorgie était en tête des scores de mensonges et l'Autriche des scores d'honnêteté tels que mesurés par ce test). L'étude a néanmoins montré que la plupart des enfants testés ne trichaient que modérément, par exemple en annonçant plutôt des 3 ou des 4 que des 2 ou des 3, ce qui fait dire à l'un des auteurs que « Même face à ces tentations, les gens se soucient encore de se sentir honnête » (...) « Voilà pourquoi les gens mentent seulement dans la mesure où ils peuvent justifier leurs mensonges » ; phénomène dénommé « tricherie justifiée » par Schulz, autre co-auteur, qui y voit « une façon de profiter tout en se sentant comme une personne assez honnête » et commente ces résultats en précisant que « même dans les pays les plus corrompus, les gens ne sont pas manifestement malhonnêtes » ; ils restent préoccupés par leur image de soi qui implique d'être une personne honnête.

## Secteur du commerce et de la finance
Depuis qu’elles existent, de bonnes relations commerciales nécessitent une confiance entre vendeur, acheteur et la société, mais cette confiance est parfois cassée par des pratiques de fraude, de vices cachés, de dumping, de lobbying et maintenant d’obsolescence programmée. Des scandales commerciaux et financiers éclatent périodiquement, parfois au plus haut niveau (Enron, WorldCom, Madoff, Parmalat…) qui ont contribué à la crise bancaire et financière de l'automne 2008 et à la crise des subprimes, qui continuent de peser sur la confiance du marché et des investisseurs), des études montrent des fraudes fréquentes dans des publications scientifiques, des évaluations techniques, et parfois des tricheries par les étudiants (dont en école de commerce). 
En 2008, en plein crise économique, une étude évoque le « dilemme des écoles de commerce », et Williams en 2011 s’interroge sur les réponses à apporter aux dérives éthiques du commerce, et en 2012, T.E. Culham repose la question de l’éthique dans la formation des chefs d’entreprises et employés de la finance et du commerce. Selon une étude publiée par le Journal of Applied Psychology, 4 enseignants chercheurs universitaires ont étudié comment de petits mensonges et manquements à l'éthique peuvent faire boule de neige et conduire un employé ou une entreprise sur une pente glissante puis les mettre en grande difficulté, c’est ainsi que Bernard Madoff aurait produit un scandale de 18 milliards de dollars. Les auteurs ont testé des étudiants et des professionnels face à des incitations financières à tricher. Deux groupes séparés regardaient une série d'écrans, chacun avec 2 triangles remplis de points. Ils devaient simplement désigner celui qui contenait le plus de points. Les ensembles changeaient de sorte que dès le début, plus de points apparaissaient dans le triangle de gauche, et plus tard dans la série, dans celui de droite. Mais pour un groupe le changement était progressif tandis que pour l'autre il était brutal. Les chercheurs ont payé les participants en fonction de leurs estimations, mais avec un paiement plus élevé pour le choix du triangle gauche, en incitant les participants à surestimer le nombre de points sur la gauche. Ceux qui ont vu le changement de modèle se faire progressivement ont été les plus susceptibles de tricher, même quand il y avait visiblement nettement plus de points à droite. Inversement, le groupe qui a vu le changement brutal a été plus que deux fois plus « honnête » que les membres du premier groupe, ce qui montre que des séries de petits mensonges sont plus susceptibles de provoquer un processus de rationalisation conduisant au désengagement moral de la personne, qui adopte alors un nouveau modèle de comportement, dénommé par Snyder « effet de la pente glissante ». Madoff, Kweku Adoboli (trader d’UBS) ; Jayson Blair (ancien journaliste du New York Times qui inventait des faits pour ses articles) sont, selon les auteurs, des exemples de personnes qui ont succombé à cet effet aussi dénommé « effet boule de neige éthique ». Selon eux, une condamnation claire et rapide, même de petites fautes est nécessaire ; « un comportement plus éthique apparaîtra si les employés sont encouragés à faire preuve de vigilance pour identifier les erreurs financières plutôt que de créativité pour tenter de trouver de nouvelles failles financières. » En 2015, une marque de véhicules[Laquelle ?], la première en termes de ventes et qui se présentait comme produisant la voiture moins polluante du monde (et primée comme telle) s’est révélée émettre jusqu’à 40 fois plus de NOx en réalité que sur le banc de test. 
De nombreuses écoles de commerce notamment aux États-Unis et dans l’ex-URSS ont été fondées et parfois financées par des milliardaires et l'élite des affaires pour former et recruter de nouveaux membres. Après la crise de 2008, le contenu moral et éthique des formations qu’elles délivrent est mis en cause, alors que les directions de ces écoles s’expriment peu quant aux inégalités croissantes de salaire et de pouvoir qui continuent à croître entre les grands décideurs de la finance et du commerce et le reste de la société. Des principes encourageant des chartes, guides ou normes de bonne conduite éthique et morale supposés permettre une conduite décente des affaires existent, portés par des associations telles que l’ECOA (Ethics and Compliance Officers Association) et l’ l’AACSB (Association to Advance Collegiate Schools of Business), mais avec un contenu souvent vague et sans outils de vérification/évaluation a posteriori l’école « Harvard Business School » encourage depuis longtemps une moralisation des affaires, et dispose depuis 2004 d’un cours consacré aux « normes éthiques » et à la responsabilité et au leadership des entreprises, qui encourage les élèves à réfléchir sur leurs valeurs, mais sans préciser ce qu’elles devraient être selon Michel Anteby ; lequel fait aussi remarquer que la variété des profils socio-économiques des étudiants tend aussi à se réduire dans ces écoles, au profit d’enfants de familles riches et connaissant bien le monde du commerce et de la finance, au détriment d’enfants d’ouvriers, agriculteurs, etc. L’étudiant est soumis à des injonctions paradoxales ; il devrait comprendre les enjeux éthique et moraux du lobbying, de la publicité, du brevetage, de l’intelligence économique, l’optimisation fiscale, la délocalisation comme des « armes » au service d’une saine compétitivité économique. Plusieurs études ont montré que les formations à l’éthique quand elles existent sont souvent inefficaces.
En juin 2004, un groupe de travail sur l'éducation à l'éthique a été créé par le conseil d'administration de l’AACSB qui venait en avril 2003 de renforcer la présence de l’éthique dans ses critères. Cette organisation dit avoir depuis « longtemps exigé que l'éthique soit enseigné dans le cadre des programmes de diplôme de gestion » pour répondre à ses standards d’accréditation internationale. Elle reconnaît en 2004 qu’une crise de l'éthique des affaires existe dans le monde de l’entreprise qui met en cause « l'avenir du système de marché libre, qui dépend de l'entreprise honnête et ouverte pour survivre et prospérer » et a publié à cette occasion à l’attention des administrateurs et professeurs d’écoles de commerce un guide de l’enseignement de l’éthique à l’usage des écoles de commerce. L’AACSB reconnaît dans ce document le besoin de « faire progresser la conscience éthique, les capacités de raisonnement éthique et les principes éthiques fondamentaux » ainsi que « la responsabilité éthique tant au niveau individuel qu’organisationnel ». Ce guide – pour toutes les disciplines du commerce – souligner l'importance de l'intégrité individuelle et d’une formation poussée à la bonne gouvernance d'entreprise, s’appuyant sur des disciplines académiques et basée sur des règles transparentes de prudence et de vérification, devrait rendre l’entreprise « beaucoup moins vulnérable à la corruption ». Ce guide recommande notamment aux écoles d’adopter un code de conduite (points 13 & 14), de vérifier que les notions d’éthique sont comprises et acquises par les étudiants, et de mettre en place un processus approprié d'identification et de gestion des écarts de conduite éthique, et de vérifier qu’il fonctionne.

## Mensonge et religion

### Christianisme
La position de l'Église catholique se trouve d'une part dans sa formulation des commandements du Décalogue « tu n'invoqueras pas le nom de Dieu en vain » et « Tu ne porteras pas de faux témoignage », d'autre part dans le catéchisme qui fait du mensonge un péché défini comme « l'action d'affirmer des choses que l'on sait fausse avec l'intention de nuire ou de tromper ». Dans les deux cas, ce n'est pas seulement la fausseté ni la conscience de la fausseté de l'affirmation qui fait le mensonge, mais d'une part le caractère officiel de la parole dans le témoignage ou le serment, de l'autre l'intention de nuire. D'une façon générale, l'Église catholique respecte et recommande le secret et la vie privée, et elle n'exige la vérité qu'autant que la parole se trouve dans la sphère publique et prend un caractère officiel (dans le domaine de la justice, de la science, de la politique, etc.).
Le bref traité Sur le mensonge d'Augustin examine plusieurs cas particuliers sur lesquels son expérience d'évêque l'a amené à statuer. Une recommandation de l'Évangile est : « Que votre oui soit oui et que votre non soit non. Tout ce qui est rajouté vient du Démon » (Matthieu 5:37). En d'autres termes, jurer est inutile car un chrétien ne doit mentir en aucun cas. Augustin réprouve catégoriquement l'usage du mensonge. Néanmoins, une importante littérature chrétienne, notamment jésuite, développe une casuistique du mensonge, l'autorisant dans certains cas et sous certaines formes, ce qui fera l'objet de la critique acerbe de Pascal dans Les Provinciales.
La vérité est présentée comme une nécessité dont chacun a besoin pour éclairer et régler, d’une façon juste, les jugements de son intelligence et pour guider, d’une façon sûre, la conduite de sa volonté. L'aspect social, voire conjugal, est également mentionné : des relations correctes ont besoin de la franchise, de la confiance mutuelle et de la sincérité.
La notion de « pieux mensonge » n'est pas acceptée.[réf. nécessaire]
Dans la Somme théologique, Thomas d'Aquin arrive à des conclusions sévères sur la « jactance », ou vantardise  : « La jactance est une sorte de mensonge. Or elle n'est pas un mensonge officieux, ni joyeux. On le voit d'après la fin poursuivie par le mensonge. Selon le philosophe, le vantard se met au-dessus de la réalité, parfois sans aucun motif, parfois en vue de la gloire ou de l'honneur, parfois pour de l'argent. Son mensonge n'est donc, évidemment, ni joyeux ni officieux. Il en reste qu'il est toujours pernicieux, et il apparaît donc qu'il est toujours péché mortel. »
Toutefois, le concept de restriction mentale, développé par la casuistique, apparaît en tant que doctrine chrétienne dès l'époque de François d'Assise.

### Confucianisme et taoïsme
- Confucius réprouve le mensonge, mais estime qu'on devra le tolérer pour les marchands, sans quoi ceux-ci ne pourront gagner leur vie (!).

- Lao-Tseu ayant professé que le jeune homme vertueux n'hésite jamais à dénoncer toute malversation, quand bien même son propre père la commettrait, Confucius s'inscrit en faux : Un fils n'a pas à dénoncer son père, le maximum qu'il puisse faire envers un parent qu'il désapprouve étant de ne pas suivre son exemple[20]. Remarquons qu'il s'agit dans ce cas précis d'un « simple » mensonge par omission.

### Islam
Dans l'islam, le mensonge est réprouvé[réf. nécessaire] : « La malédiction de Dieu tombe sur les menteurs » (Coran 3,61).
Parmi l'un des caractères nobles du comportement de l'homme, il y a la « Véracité » : En effet, tout musulman doit édifier sa vie autour de la vérité de sorte qu'il ne dise que la vérité et n'agisse que selon la vérité.[réf. nécessaire]
Dans certains cas, il est possible de mentir ou de cacher quelque chose. Le concept de taqiya circonscrit les limites de la véracité en autorisant de cacher sa religion dans le cadre de persécutions. Dans sa composante chiite, la taqîya est reliée à la nécessité de non-divulgation de données ésotériques relatives à l'imamat. Depuis les années 1990, le mot « taqîya » a été utilisé, dans les milieux litteralistes ou islamistes, pour exprimer l'idée de dissimulation stratégique dans un contexte de conquête. Dans une remarque sur sa perception par Daesh, le chercheur François-Bernard Huyghe le définit comme « l'art de dissimuler sa véritable pensée pour arriver à la victoire ».
- Mahomet a déclaré : « L’hypocrite possède trois caractéristiques : il ment, il ne tient pas ses promesses et il trahit la confiance » [Hadith rapporté par Al-Bukhârî et Muslim][24],[25].
- Il a dit également : « Quiconque dit à son enfant : "Viens et je te donnerai quelque chose" puis ne lui donne rien, un mensonge lui sera compté ». Rapporté par Ahmad 2,452
- Et aussi : « Malheur à celui qui raconte une histoire pour faire rire les gens et, pour ce faire, ment. Malheur à lui ! Malheur à lui ! » Rapporté par At-Tirmidhî 2351,4,557

## Psychologie

### Motivation
La psychologie sociale retient cinq motivations au mensonge compris comme forme de dissimulation de sa pensée par un locuteur :
- préserver ou valoriser son image ;
- persuader pour obtenir un avantage ;
- éviter les conflits (diplomatie) ;
- ne pas peiner son interlocuteur, par sympathie ou tact ; on retrouve ici la catégorie évoquée plus haut du mensonge officieux ;
- dissimuler ou justifier une absence (avec un « alibi »[26], par exemple dans le cas d'un adultère).

La moyenne des « mensonges » dans cette acception serait, sur un échantillon interrogé, de deux par personne et par jour, avec une égalité entre hommes et femmes, celles-ci se distinguant par un plus grand nombre de mensonge altruiste[réf. souhaitée], alias officieux. On se place dans l'hypothèse que les réponses au sondage aient été elles-mêmes sincères.
Deux types d'émotion interviennent :
- négative (désagréable) : crainte d'être découvert comme menteur et culpabilité (on a trahi une confiance, manqué de respect à ses modèles, etc.) ;

- positive qui l'emporte souvent chez le menteur habituel : un plaisir même éprouvé à mentir, c'est-à-dire de convaincre fallacieusement avec naturel. Ce type de menteur devient maître de ses émotions au point de communiquer aussi aisément des émotions factices que des véritables.

### Détection
Une certaine détection du mensonge se fait instinctivement dans la réception de la communication non verbale, par exemple quand les parents "devinent" (ou pensent deviner) que l'enfant ment, via des indices que la tradition attribue au menteur en situation (rougeur, mains moites, regard fuyant, changement de ton de voix...). Chez l'adulte ces indices peuvent disparaitre, notamment chez le menteur expérimenté. Comportement curieusement agité, attitudes floues ou équivoques, hésitations, etc., peuvent aussi traduire la simple émotion de se voir suspecté et non le mensonge. En revanche, des enregistrements vidéo à haute définition laisseraient actuellement percevoir, une fois zoomés, quelques indices inconscients, bien plus discrets et typiques du seul mensonge (crispation de quelques muscles faciaux, en particulier). 
Paul Ekman a développé une théorie de la détection des micro-expressions, manifestations involontaires d'émotions (parmi sept expressions universelles que sont la joie, la surprise, la colère, le mépris, le dégoût, la peur et la tristesse). L'observation de certaines expressions associées à des gestes et à des variations physiologiques permet de détecter des incohérences entre ces expressions non verbales et le langage, ce qui demande un apprentissage, utile dans les métiers où la véracité des propos est prépondérante comme les métiers du contrôle (douaniers, inspecteurs, policiers, etc.), de la justice, de la négociation, etc.
Le polygraphe est une forme élémentaire de détecteur de mensonge, mis au point à la fin du xixe siècle, basé sur la mesure d'un paramètre physiologique lors d'un interrogatoire.
Sir Robert Winston, dans une de ses émissions sur la BBC, a mis en évidence une différence entre le sourire social ordinaire, qui fait intervenir deux muscles zygomatiques, et le sourire de réelle joie, qui a pour effet de plisser également les muscles des yeux.
Néanmoins, un entraînement intensif doit permettre de plus ou moins masquer une partie des signes de mensonge. La philosophie populaire dit que si les escrocs présentaient des têtes d'escrocs, ils ne pourraient pas faire ce métier.
Selon Schopenhauer, l'escroc ayant souvent l'air plus honnête que la moyenne, il est nécessaire de faire semblant de le croire facilement pour qu'il baisse sa garde et avoir une chance de le voir se trahir.[réf. nécessaire]
Des outils viennent à étudier la manifestation corporelle extérieure du mensonge et le développement des ressentis (partie subconsciente de la perception).
En France, des chercheurs se sont spécialisés dans ce domaine, dont par exemple Claudine Biland. D'autres développent des outils tenant compte des positions statiques et dynamiques (mouvements naturels, tels la démarche, l'ouverture d'une porte, le sourire, la façon de manipuler les objets, s'asseoir...). Jean-Pierre Ramoulux pense que la partie des sens conscients non utilisée dans le cadre de l'étude des postures, mouvements naturels, mouvements d'appui et micro mouvements, l'odorat et le goût, peut être développée en complément de la vue, de l'ouïe et du toucher.
Des sondages et des études basées sur des entretiens directifs ou des questions (pour limiter les biais d'interprétation) permettent à des psychologues d'intégrer des questions spécifiquement destinées à mesurer la capacité du sujet à mentir ou à ne pas tout dire (consciemment ou non), sur une « échelle du mensonge » (Lie scale pour les anglo-saxons, généralement associée au test Eysenck Personality Questionnaire ou EPQ).
Une équipe de l'université de Tel Aviv estime en 2021 qu'il existe deux types de menteurs : chez les premiers, les muscles des joues sont activés au moment du mensonge, chez les seconds, ce sont les muscles des sourcils. Ces chercheurs ont posé des électrodes mesurant l'activité des muscles et des nerfs et ont créé un algorithme entraîné à identifier les mensonges. Il y parviendrait dans 73% des cas, mais en laboratoire et pour un mensonge très simple. En situation réelle, notamment quand le mensonge mélange des éléments faux à d'autres, réels, ceci est plus difficile, l'apprentissage par des outils de l'intelligence artificielle pourrait via des caméras de très haute définition peut-être bientôt détecter ce type de mensonges rien qu'à partir des micro-mouvements des muscles du visage.
Selon L Dartigues, les neurosciences tendent à s'imposer dans les tribunaux, aux États-Unis et dans les pays de Common Law d'abord, ainsi que, moindrement, au Canada et en Israël avec par exemple l’IRMf, réputé plus efficace que le neuropolygraphe pour la détection de mensonges. Un terme (neurodroit ou neurolaw pour les anglophones) a été forgé en 1991 par J. Sherrod Taylor (scientifique et avocat) pour décrire ce phénomène « prétendant éclairer d’un jour nouveau les comportements criminels et antisociaux, et de fait une nouvelle criminologie ».